# Batac
Batac là một đô thị hạng 1 ở tỉnh Ilocos Norte, Philippines. Thị xã nằm ở góc tây bắc đảo Luzon, khoảng 11,2 km so với bờ đông của Biển Đông. Các đô thị giáp ranh gồm: Banna, Currimao, Paoay, Pinili và San Nicolas.
Theo điều tra dân số năm 2007, đô thị này có dân số 50.675 in 9.882 hộ.

## Các đơn vị hành chính
Batac được chia ra 43 barangay.
| - Brgy.1-S, Valdez (Caoayan) - Brgy.1-N, Ricarte (Nalasin) - Brgy.2, Ablan (Labucao) - Brgy.3, Cangrunaan - Brgy.4, Nalupta (Suabit) - Brgy.5, Callaguip - Brgy.6, San Julian - Brgy.7, Caunayan - Brgy.8, Acosta (Iloilo) - Brgy.9, Aglipay - Brgy.10-S, Barani - Brgy.10-N, Lacub - Brgy.11 Ben-Agan - Brgy.12, Palpalicong | - Brgy.13, Baay - Brgy.14, Bungon - Brgy.15, Baligat - Brgy.16-S, Quiling Sur - Brgy.16-N, Quiling Norte - Brgy.17, Tabug - Brgy.18, Magnuang - Brgy.19, Pimentel (Cubol) - Brgy.20-S, Mabaleng - Brgy.20-N, Colo - Brgy.21, Quiom - Brgy.22, Maipalig - Brgy.23, Bininggan - Brgy.24, Sumader | - Brgy.25-S, Payao - Brgy.26, Parangopong - Brgy.27-E, Capacuan - Brgy.27-W, Naguirangan - Brgy.28, San Mateo - Brgy.29, San Pedro - Brgy.30-E, Baoa East - Brgy.30-W, Baoa West - Brgy.31, Camandingan - Brgy.32, Palongpong - Brgy.33-S, Rayuray - Brgy.33-N, Nagbacalan - Brgy.34, Dariwdiw - Brgy.35, Bil-loca |

## Người Batac nổi bật
- Gregorio Aglipay
- Rodolfo Biazon
- Artemio Ricarte